# Taenaris buruensis
Taenaris buruensis är en fjärilsart som beskrevs av Forbes 1883. Taenaris buruensis ingår i släktet Taenaris och familjen praktfjärilar. Inga underarter finns listade i Catalogue of Life.